# Praonica (televizijska serija)
Praonica je bosanskohercegovačka igrana serija. Projekt je pokrenula mreža televizija, Mreža Plus, a izvršnu produkciju izvršila je banjalučka ATV (Alternativna televizija).

## Radnja
Neno je vlasnik praonice u kojoj rade tri perilice rublja: Jelisaveta, Mukelefa i Gertruda. Njegova praonica je u podrumu jednog nebodera, gdje nitko ne može sakriti svoju prljavu odjeću. Rad praonice prate Nenina majka, gospođa Kovač i djevojka Duda, koje se međusobno nikako ne podnose. Redovni posjetitelji praonice su i prijatelj Fabijan i Peter, stranac i homoseksualac koji želi bliže upoznati Bosnu, ali i Nenu. 

## Uloge
- Nenad Jezdić - Neno
- Zijah Sokolović - Fabijan
- Gorica Popović - Gospođa Kovač
- Emir Ovčina - Peter
- Nikolina Jelisavac - Duda
- Enis Bešlagić - Sekanin suprug
- Slaven Knezović - Ivan
- Slađana Zrnić - Sekana

## Nagrade
- Dobitnik Specijalnog priznanja 12. međunarodnog festivala u Slovačkoj

## Vanjske poveznice
- Službena stranica serije Praonica  Arhivirana inačica izvorne stranice od 26. rujna 2007. (Wayback Machine)